# Tara Hugo
Tara Hugo (...) è una cantante e attrice inglese.

## Biografia
Ha studiato alla Royal Academy of Dramatic Art e da allora ha recitato in diverse opere di prosa e musical, tra cui Happy End (Nottingham Playhouse), L'opera da tre soldi (Londra, 1994; candidata al Laurence Olivier Award alla miglior performance in un ruolo non protagonista in un musical), La cage aux folles (Londra, 2008) e Legacy Falls (Londra, 2010).

## Filmografia
- Amare per sempre (In Love and War), regia di Richard Attenborough (1996)
- Hellboy, regia di Guillermo del Toro (2004)
- Kingsman - Il cerchio d'oro (Kingsman: The Golden Circle), regia di Matthew Vaughn (2017)